# Towarzystwo Żeglugowe Sarmacja
Towarzystwo Żeglugowe "Sarmacja" – polski armator z lat 1919-1926. Było to jedno z pierwszych polskich towarzystw armatorskich działających w kraju. Używało w tym okresie 5 statków.
Głównym organizatorem powstania polskiego towarzystwa armatorskiego, wkrótce po odzyskaniu przez Polskę niepodległości, był pułkownik marynarki Bogumił Nowotny, pierwszy dowódca polskiej Marynarki Wojennej. Towarzystwo Żeglugowe "Sarmacja" zostało powołane w Krakowie 9 listopada 1919 w formie spółki z o.o., z udziałem Banku Małopolskiego i Polskiego Towarzystwa Handlowego. Początkowy kapitał zakładowy wynosił 3 miliony marek polskich, wkrótce zwiększony do 10 milionów. Dyrektorem zarządzającym został Bogumił Nowotny. Działalność Towarzystwa opierała się na porcie w WM Gdańsku. Oznaką armatorską na kominie był biało-czerwony pas ze złotą literą S.
2 lutego 1920 Nowotny kupił w Kopenhadze pierwszy mały statek dla "Sarmacji" SS "Kraków" (pojemność 426 BRT, rok budowy 1919), będący pierwszym polskim parowcem na Bałtyku. Z powodu braku wykwalifikowanych kadr, Nowotny zamustrował załogę z oficerów byłej marynarki austro-węgierskiej (dzięki kontaktom Nowotnego z czasów służby w tej marynarce) oraz niemieckich gdańszczan, którzy przyjęli w tym celu obywatelstwo polskie, skutkiem czego początkowo na statku używany był język niemiecki. Przez pierwsze pół roku, z powodu braku polskiej struktury żeglugowej, statek był wyczarterowany firmie brytyjskiej i pływał z węglem z Newcastle do Francji. W drugiej połowie 1920 statek przybył na Bałtyk. W dalszym ciągu pływał m.in. eksportując polskie drewno, a także transportując węgiel z Wielkiej Brytanii do portów zachodnioeuropejskich. 7 lutego 1922 jednak "Kraków" został zgnieciony przez lody w Kattegacie u wybrzeży Danii (14-osobowa załoga uratowała się).

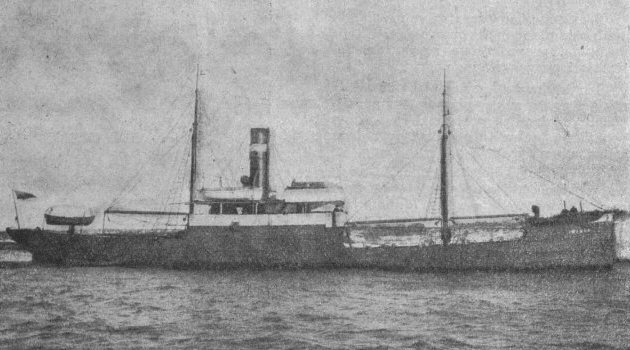
SS "Wisła"

W listopadzie 1921 Towarzystwo Żeglugowe "Sarmacja" zostało przekształcone w polsko-norweską spółkę akcyjną z siedzibą w Warszawie, o kapitale 66 milionów marek polskich. 40% akcji miało w niej norweskie przedsiębiorstwo żeglugowe Det Bergenske Damskibsselskab z Bergen. Obok Nowotnego, drugim dyrektorem zarządzającym został Jan Korwin Kamieński. Norwegowie wnieśli do spółki parowiec SS "Wisła" (634 BRT, rok budowy 1908). Podniesienie polskiej bandery odbyło się 30 marca 1922. W lipcu 1922 za kwotę z ubezpieczenia za "Kraków" zakupiono norweski parowiec nazwany "Wawel" (811 BRT, rok budowy 1906). W listopadzie 1922 "Sarmacja" zakupiła także dwa bardzo stare norweskie statki "Warta" (626 BRT, rok budowy 1875) i "Bug" (688 BRT, rok budowy 1873), które były używane do eksportu polskiego drewna, w związku z koniunkturą, a po jej zakończeniu, już latem 1923 zostały sprzedane na złom.
Pozostałe dwa statki "Wisła" i "Wawel" pływały przez następne lata do Europy Zachodniej, krajów bałtyckich, a w 1922 "Wawel" popłynął z węglem do Piotrogrodu jako pierwszy polski statek do ZSRR. Eksportowano na nich głównie drewno i zboże, przywożono m.in. śledzie i węgiel. Od 1924 zdobywali na nich praktykę w roli asystentów pierwsi absolwenci Szkoły Morskiej w Tczewie. Kapitanem "Wisły" był Zdenko Knötgen. 12 maja 1926 "Wisła" jako pierwszy polski statek zawinął do nowego portu w Gdyni. Mimo to, statki stosunkowo często musiały wracać puste do kraju i przedsiębiorstwo przynosiło straty, do czego przyczyniała się niechęć Norwegów do jego większego rozwoju, z uwagi na konkurencję dla własnej działalności. 10 października 1926 "Wisła" na skutek sztormu uległa awarii, wpadając na mieliznę koło wyspy Terschelling, co przyczyniło się do likwidacji towarzystwa na przełomie 1926/1927 roku. Oba statki trafiły później do szwedzkiego armatora. 
Historyk marynista Jerzy Miciński określił rolę towarzystwa: Towarzystwo "Sarmacja" zeszło ze sceny po sześciu latach skromnej, ale przecież pożytecznej w sumie, pionierskiej działalności, która - przede wszystkim na odcinku kadr załogowych - ułatwiła start następcy, "Żegludze Polskiej".